# 길리쿠스
길리쿠스(Gillicus)는 중생대 백악기 후기에 살았던 육식성 어류이다. 속명은 아가미를 뜻하는 영어 'gill'에서 유래했다.

## 발견의 역사

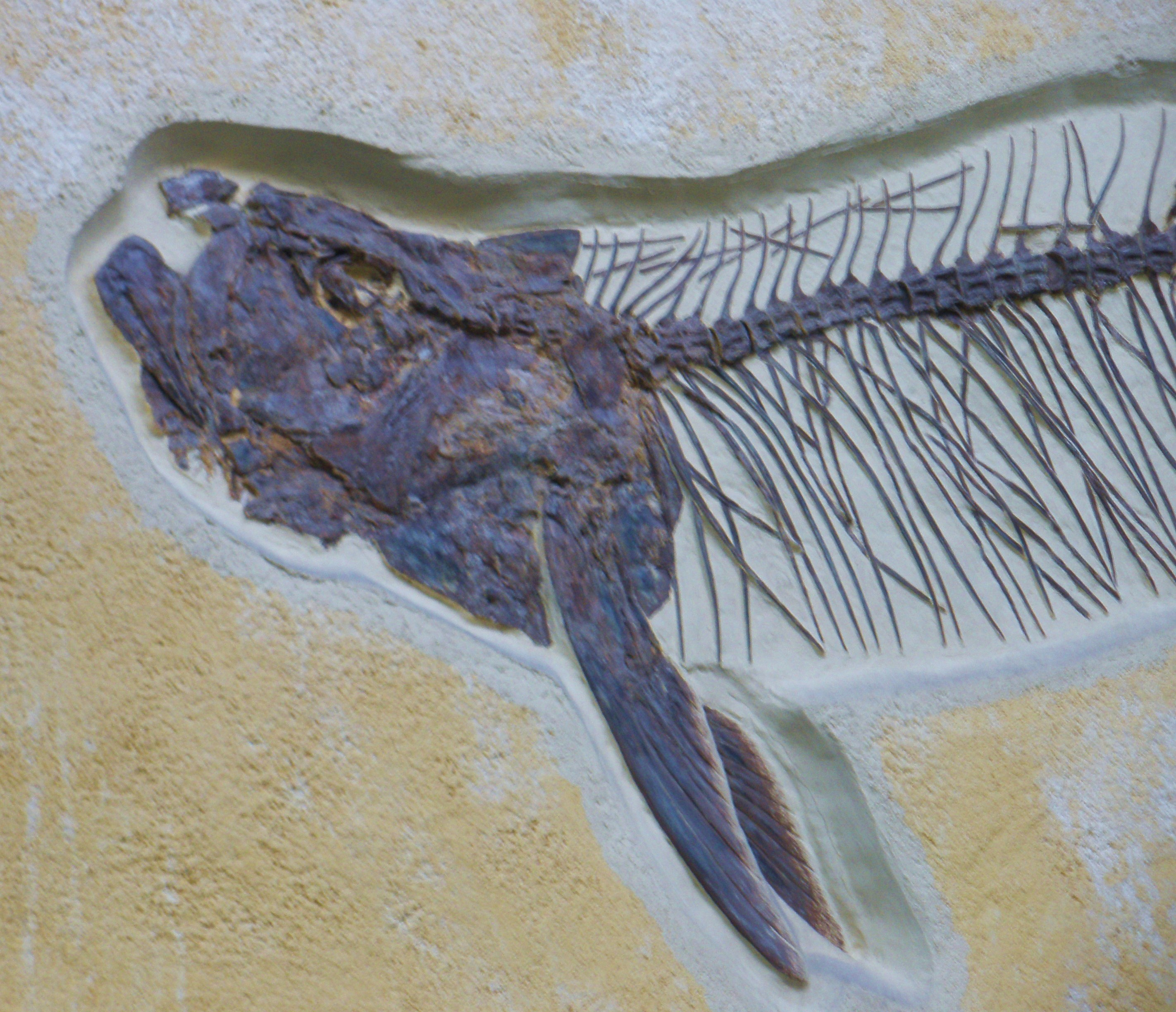
길리쿠스의 화석

길리쿠스는 턱에 수많은 작은 이빨을 갖고 있는데, 이빨의 크기가 너무 작아서 처음 발견했을 때에는 이빨이 거의 없는 것처럼 보였고, 이로 인해 길리쿠스가 여과 섭식자였을 것이라고 추측되었다.

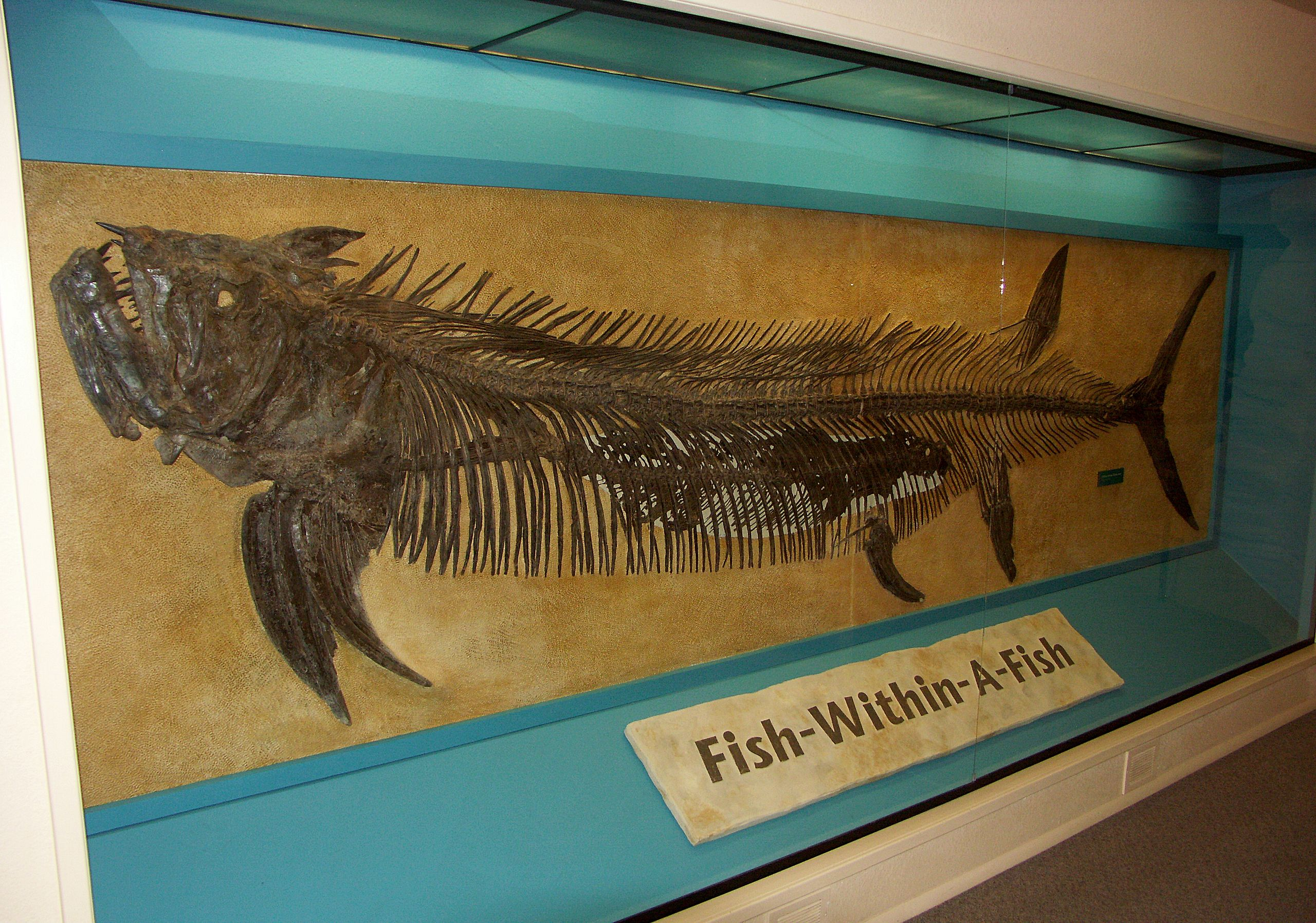
스턴버그 자연사 박물관에 전시되어 있는 크시팍티누스에게 먹힌 이후 화석화가 된 길리쿠스의 화석

길리쿠스는 친척 관계에 있는 크시팍티누스에게 먹힌 적이 있었다. 13 피트 (4.0 m) 길이의 한 화석 표본에는 흉곽 내부에 거의 완벽하게 보존된 6 피트 (1.8 m) 길이의 길리쿠스가 있었는데, 길리쿠스의 뼈가 소화되지 않은 것으로 보아 길리쿠스를 삼킨 후 삼키는 동안 몸부림치는 길리쿠스의 지느러미로 인해 주요 혈관들이 파열되는 등의 부상으로 바로 죽었을 것으로 추정된다. 이 화석은 '물고기 속 물고기' 표본으로 알려져 있으며, 고생물학자 조지 F. 스턴버그에 의해 수집되어 현재 캔자스주 헤이스에 있는 스턴버그 자연사 박물관에 전시되어 있다.